# Liste des possessions et colonies danoises
Voici une liste qui comprend les anciennes colonies ou possessions danoises du Moyen Âge à aujourd'hui (ces territoires sont ceux n'appartenant plus au Danemark actuel).
Le Danemark a acquis ses possessions grâce aux conquêtes (par ex: l'Estonie) ainsi que par l'union avec la Norvège (1380), qui était maître des territoires arctiques (Groenland ; Islande ;...), et de la Suède puis plus tard, aux XVIIe et XVIIIe siècles, des territoires plus éloignés aux Antilles, en Afrique occidentale et en Inde grâce à sa puissance maritime.
Il a perdu ses territoires à la suite des guerres européennes (contre la Suède, la Prusse...) et des reventes de ces territoires outre-mer au Royaume-Uni et aux États-Unis.

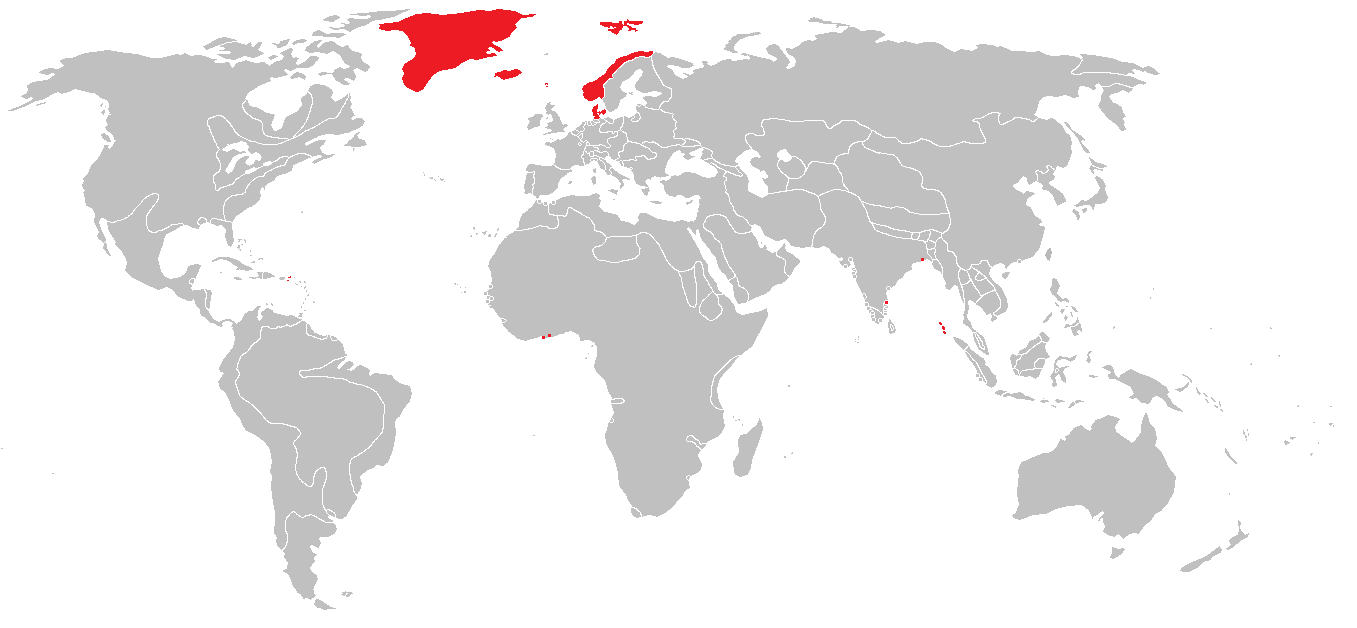
Les possessions du royaume de Danemark et Norvège, vers 1800

## Afrique
- Côte-de-l'Or danoise, 1658- 1850 ; comptoirs et fort sur l'actuelle côte du Ghana, vendue au Royaume-Uni.

## Amérique
- Indes occidentales danoises, 1672 à 1801 ; 1802 - 1807 ; 1815 - 1917 vendues aux États-Unis et actuelles îles Vierges des États-Unis.
- Groenland, 1380 - XVe siècle ;  1721 - ? ; autonome depuis 1979.
- l'Île Hans, un îlot situé entre le Groenland et l'île canadienne d'Ellesmere, partagée entre le Danemark et le Canada depuis 2022.
- Nova Dania, une tentative infructueuse d'établir un avant-poste danois sur le territoire de l'actuel Canada (1619-1620).

## Asie

Possessions danoises 1620-1845 en Inde.

- Inde danoise, principalement des comptoirs sur la côte, revendue au milieu du XIXe siècle au Royaume-Uni - dont : 
  - Kozhikode (Calicut, 1752–1791), dans l'actuel Kérala,
  - Oddeway Torre (da), sur la côte de Malabar (1696–1722), entre Calicut et Colachel,
  - Colachel (en) (1755-1808), au Tamil Nadu, à la frontière du Kérala,
  - Tranquebar (Tharangambadi) (1620-1801 et 1814-1845), principal comptoir et "capitale" de l'Inde danoise, dans l'actuel Tamil Nadu,
  - Machilipatnam (Masulipatnam, 1625-1643), en  Andhra Pradesh,
  - Dannemarksnagore à Gondalpara (en), au sud-est de Chandernagor (1698 – 1714),
  - Balasore (1625-1643 et 1763–1845), dans l'actuel Odisha, à 200 km au sud de Calcutta,
  - Serampore (1755-1808 et 1818-1845, Frederiksnagore), en banlieue nord de Calcutta,
  - Pipli (en) (1625-1643), au Bengale, à la frontière avec le Bengladesh,
  - Îles Nicobar (1754-1848), Nouveau-Danemark (Ny Danmark).

## Europe
- Estonie
  - Estonie danoise (1220/1227 - 1346 ; vendue à la Confédération livonienne).
  - Saaremaa (1559 - 1645 ; île cédée à la Suède, aujourd'hui en Estonie).
- Îles Féroé : (1386- ? ; autonome depuis 1948).
- Islande : (1386 - 1918 ; indépendance).
- Piltene : (1560 - 1585 ; vendue à la Pologne, aujourd'hui ville lettone).
- Schleswig (unis en 1459 au Danemark - 1864 ; cédé à la Prusse et à l'Autriche), aujourd'hui un Land allemand.

### À voir
- Union de Kalmar